# Heinrich Ely junior

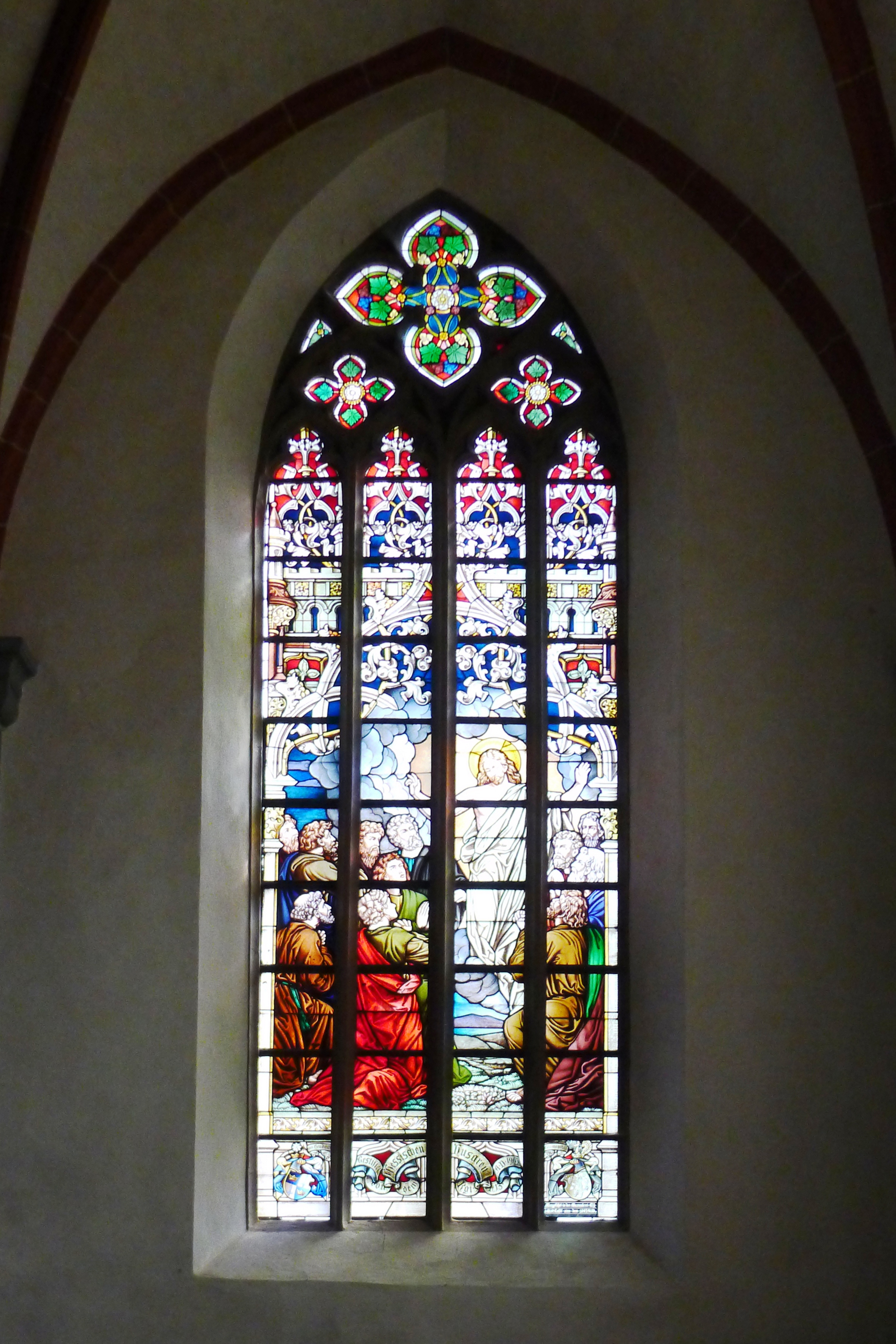
Kirchenfenster in der Altstädter Kirche Hofgeismar

Heinrich Ely (junior) (* 26. August 1849 in Paris; † 11. September 1897 in Wehlheiden) war ein deutscher Glasmaler, Sohn des Glasmalers Heinrich Ely (senior) und Zwillingsbruder von Ludwig Ely, mit dem zusammen er die 1854 bis 1912 tätige  Werkstatt nach dem Tod des Vaters fortführte. Die Werkstatt, zunächst in Nantes ansässig, später in Kassel-Wehlheiden, realisierte Verglasungen im damaligen Deutschen Reich, in Frankreich und in den Vereinigten Staaten von Amerika (USA).
Von den Gebrüdern Ely stammen u. a. Glasfenster in den Altstädter und Neustädter Kirchen zu Hofgeismar, in der Homberger Stadtkirche und in der Stadtkirche von Wanfried.